# 1981–1982-es osztrák labdarúgó-bajnokság (első osztály)
Az 1981–1982-es osztrák labdarúgó-bajnokság az osztrák labdarúgó-bajnokság legmagasabb osztályának hetvenegyedik alkalommal megrendezett bajnoki éve volt. 
A pontvadászat 10 csapat részvételével zajlott. A bajnokságot a Rapid Wien csapata nyerte.  

## A bajnokság végeredménye
| #  | Csapat           | M  | Gy | D  | V  | RG | KG | P  |
| -- | ---------------- | -- | -- | -- | -- | -- | -- | -- |
| 1  | SK Rapid Wien    | 36 | 18 | 11 | 7  | 69 | 43 | 47 |
| 2  | FK Austria Wien  | 36 | 18 | 8  | 10 | 54 | 32 | 44 |
| 3  | Grazer AK        | 36 | 16 | 6  | 14 | 40 | 47 | 38 |
| 4  | Admira Wacker    | 36 | 14 | 8  | 14 | 52 | 59 | 36 |
| 5  | Wacker Innsbruck | 36 | 14 | 7  | 15 | 60 | 52 | 35 |
| 6  | SK Sturm Graz    | 36 | 14 | 5  | 17 | 53 | 62 | 33 |
| 7  | Wiener SC        | 36 | 12 | 9  | 15 | 49 | 61 | 33 |
| 8  | SK VÖEST Linz    | 36 | 12 | 8  | 16 | 38 | 41 | 32 |
| 9  | Austria Salzburg | 36 | 11 | 9  | 16 | 48 | 55 | 31 |
| 10 | Linzer ASK       | 36 | 12 | 7  | 17 | 36 | 47 | 31 |

- A Rapid Wien az 1981-82-es szezon bajnoka.
- A Rapid Wien részt vett az 1982–83-as bajnokcsapatok Európa-kupájában.
- Az Austria Wien részt vett az 1982–83-as kupagyőztesek Európa-kupájában.
- A Grazer AK és az Admira Wacker részt vett az 1982–83-as UEFA-kupában.
- A Linzer ASK kiesett a másodosztályba (Erste Liga).